# Laishan
Laishan är ett stadsdistrikt och säte för stadsfullmäktige i Yantai i Shandong-provinsen i norra Kina.